# Élections législatives de 1967 en Corrèze
Les élections législatives françaises de 1967 se déroulent les 5 et 12 mars 1967.  Dans le département de la Corrèze, trois députés sont à élire dans le cadre de trois circonscriptions.

## Élus
| Circonscription | Député sortant                              | Parti | Parti   | Député élu ou réélu | Parti | Parti       |
| --------------- | ------------------------------------------- | ----- | ------- | ------------------- | ----- | ----------- |
| 1re             | Jean Montalat                               |       | SFIO    | Jean Montalat       |       | FGDS (SFIO) |
| 2e              | Pierre Pouyade suppléant de Jean Charbonnel |       | UNR-UDT | Roland Dumas        |       | FGDS (CIR)  |
| 3e              | François Var                                |       | SFIO    | Jacques Chirac      |       | UD-Ve       |

## Résultats

### Résultats à l'échelle du département
| Parti          | Parti                                           | Premier tour | Premier tour | Second tour | Second tour | Sièges |
| Parti          | Parti                                           | Voix         | %            | Voix        | %           | Sièges |
| -------------- | ----------------------------------------------- | ------------ | ------------ | ----------- | ----------- | ------ |
|                | Union des démocrates pour la Ve République      | 51 535       | 39,22        | 57 280      | 42,94       | 1      |
|                | Union des républicains de progrès               | 51 535       | 39,22        | 57 280      | 42,94       | 1      |
|                |                                                 |              |              |             |             |        |
|                | Convention des institutions républicaines       | 23 872       | 18,17        | 27 396      | 20,54       | 1      |
|                | Section française de l'Internationale ouvrière  | 17 286       | 13,16        | 30 722      | 23,03       | 1      |
|                | Fédération de la gauche démocrate et socialiste | 41 158       | 31,33        | 58 118      | 43,57       | 2      |
|                |                                                 |              |              |             |             |        |
|                | Parti communiste français                       | 37 491       | 28,53        | 17 985      | 13,48       | 0      |
|                | Parti socialiste unifié                         | 1 203        | 0,92         |             |             | 0      |
|                |                                                 |              |              |             |             |        |
| Inscrits       | Inscrits                                        | 161 330      | 100,00       | 161 303     | 100,00      | 3      |
| Abstentions    | Abstentions                                     | 27 900       | 17,29        | 25 307      | 15,69       |        |
| Votants        | Votants                                         | 133 430      | 82,71        | 135 996     | 84,31       |        |
| Blancs et nuls | Blancs et nuls                                  | 2 043        | 1,53         | 2 613       | 1,92        |        |
| Exprimés       | Exprimés                                        | 131 387      | 98,47        | 133 383     | 98,08       |        |

### Résultats par circonscription

#### Première circonscription (Tulle)
| Candidat       | Candidat                    | Parti          | Premier tour | Premier tour | Second tour | Second tour |  |
| Candidat       | Candidat                    | Parti          | Voix         | %            | Voix        | %           |  |
| -------------- | --------------------------- | -------------- | ------------ | ------------ | ----------- | ----------- |  |
|                | Jean Montalat sortant réélu | FGDS (SFIO)    | 17 286       | 38,96        | 30 722      | 72,29       |  |
|                | Pierre Pranchère            | PCF            | 15 928       | 35,9         | Retrait     | Retrait     |  |
|                | Jean Brugeaud               | UD-Ve          | 11 150       | 25,13        | 11 779      | 27,71       |  |
|                |                             |                |              |              |             |             |  |
| Inscrits       | Inscrits                    | Inscrits       | 55 301       | 100,00       | 55 297      | 100,00      |  |
| Abstentions    | Abstentions                 | Abstentions    | 10 175       | 18,4         | 11 520      | 20,83       |  |
| Votants        | Votants                     | Votants        | 45 126       | 81,6         | 43 777      | 79,17       |  |
| Blancs et nuls | Blancs et nuls              | Blancs et nuls | 762          | 1,69         | 1 276       | 2,91        |  |
| Exprimés       | Exprimés                    | Exprimés       | 44 364       | 98,31        | 42 501      | 97,09       |  |

#### Deuxième circonscription (Brive-la-Gaillarde)
| Candidat       | Candidat                | Parti          | Premier tour | Premier tour | Second tour | Second tour |  |
| Candidat       | Candidat                | Parti          | Voix         | %            | Voix        | %           |  |
| -------------- | ----------------------- | -------------- | ------------ | ------------ | ----------- | ----------- |  |
|                | Jean Charbonnel sortant | UD-Ve          | 25 096       | 48,91        | 26 979      | 49,62       |  |
|                | Roland Dumas élu        | FGDS (CIR)     | 15 215       | 29,65        | 27 396      | 50,38       |  |
|                | Jacques Chaminade       | PCF            | 10 996       | 21,43        | Retrait     | Retrait     |  |
|                |                         |                |              |              |             |             |  |
| Inscrits       | Inscrits                | Inscrits       | 61 724       | 100,00       | 61 707      | 100,00      |  |
| Abstentions    | Abstentions             | Abstentions    | 9 647        | 15,63        | 6 798       | 11,02       |  |
| Votants        | Votants                 | Votants        | 52 077       | 84,37        | 54 909      | 88,98       |  |
| Blancs et nuls | Blancs et nuls          | Blancs et nuls | 770          | 1,48         | 534         | 0,97        |  |
| Exprimés       | Exprimés                | Exprimés       | 51 307       | 98,52        | 54 375      | 99,03       |  |

#### Troisième circonscription (Ussel)
| Candidat       | Candidat           | Parti          | Premier tour | Premier tour | Second tour | Second tour |  |
| Candidat       | Candidat           | Parti          | Voix         | %            | Voix        | %           |  |
| -------------- | ------------------ | -------------- | ------------ | ------------ | ----------- | ----------- |  |
|                | Jacques Chirac élu | UD-Ve          | 15 289       | 42,81        | 18 522      | 50,74       |  |
|                | Georges Emon       | PCF            | 10 567       | 29,59        | 17 985      | 49,26       |  |
|                | Robert Mitterrand  | FGDS (CIR)     | 8 657        | 24,24        | Retrait     | Retrait     |  |
|                | Michel Kellermann  | PSU            | 1 203        | 3,37         |             |             |  |
|                |                    |                |              |              |             |             |  |
| Inscrits       | Inscrits           | Inscrits       | 44 305       | 100,00       | 44 299      | 100,00      |  |
| Abstentions    | Abstentions        | Abstentions    | 8 078        | 18,23        | 6 989       | 15,78       |  |
| Votants        | Votants            | Votants        | 36 227       | 81,77        | 37 310      | 84,22       |  |
| Blancs et nuls | Blancs et nuls     | Blancs et nuls | 511          | 1,41         | 803         | 2,15        |  |
| Exprimés       | Exprimés           | Exprimés       | 35 716       | 98,59        | 36 507      | 97,85       |  |